# Izatha peroneanella
Izatha peroneanella là một loài bướm đêm thuộc họ Oecophoridae. Nó là loài đặc hữu của New Zealand, ở đó nó is found throughout the North Island, ngoại trừ Aupouri Peninsula of Northland.
Sải cánh dài 15–24.5 mm đối với con đực và 17–29.5 mm đối với con cái. Con trưởng thành bay từ tháng 9 đến đầu tháng 4.
Ấu trùng có mặt ở các loài cây Alseuosmia, Carpodetus serratus, Coprosma grandifolia, Coriaria arborea, Fuchsia excorticata, Nestegis, Pseudopanax arboreus, Ripogonum scandens, Sophora và Wisteria.